# کوپرونیکل
کوپرونیکل (به انگلیسی: Cupronickel) یا مس-نیکل یک آلیاژ از مس است که حاوی نیکل و عناصر تقویت کننده‌ای مانند آهن و منگنز است. درصد مس معمولاً بین ۶۰ تا ۹۰ درصد متغیر است. (مونل یک آلیاژ نیکل-مس است که حاوی ۵۲ درصد نیکل است که این مقدار حداقلی است)
علی‌رغم درصد بالای مس در این آلیاژ، کوپرونیکل رنگ نقره‌ای دارد. کوپرونیکل نسبت به خوردگی با نمک دریا بسیار مقاوم است و در نتیجه برای لوله‌کشی مبدل حرارتی و کندانسورها در سیستم‌های آب دریا استفاده می‌شود همین‌طور برای سخت‌افزارهای دریایی نیز مورد استفاده قرار می‌گیرد. همچنین بعضی مواقع برای پره‌ها و شفت پره‌ها در قایق‌های با کیفیت مورد استفاده قرار می‌گیرد. بقیه کاربردهای آن شامل تجهیزات جنگی و شیمیایی و نفتی و صنعت برق می‌شود.
یکی از کاربردهای رایج و امروزی آن سکه‌های نقره‌ای رنگ هستند. برای این منظور معمولاً آلیاژ با نسبت ۳ به ۱ مس به نیکل استفاده می‌شود و مقدار بسیار کمی منگنز به آن اضافه می‌شود. در زمان قدیم برای کم کردن ارزش سکه‌های نقره از کوپرونیکل استفاده می‌کردند.
علاوه بر کوپرونیکل و مس-نیکل چندین نام دیگر هم برای این ماده وجود دارد: نام‌های تجاری Alpacca یا Alpaka، نام فرانسوی: cuivre blanc و نام کانتونی: 白銅 دو نام فرانسوی و کانتونی (مربوط به گوانگ‌ژو واقع در چین) هر دو به معنای مس سفید هستند. کوپرونیکل گاهی اوقات به عنوان نقره هتل، پلاتا آلمانا (به اسپانیایی به معنای "نقره آلمانی")، نقره آلمانی و نقره چینی نامیده می‌شود.

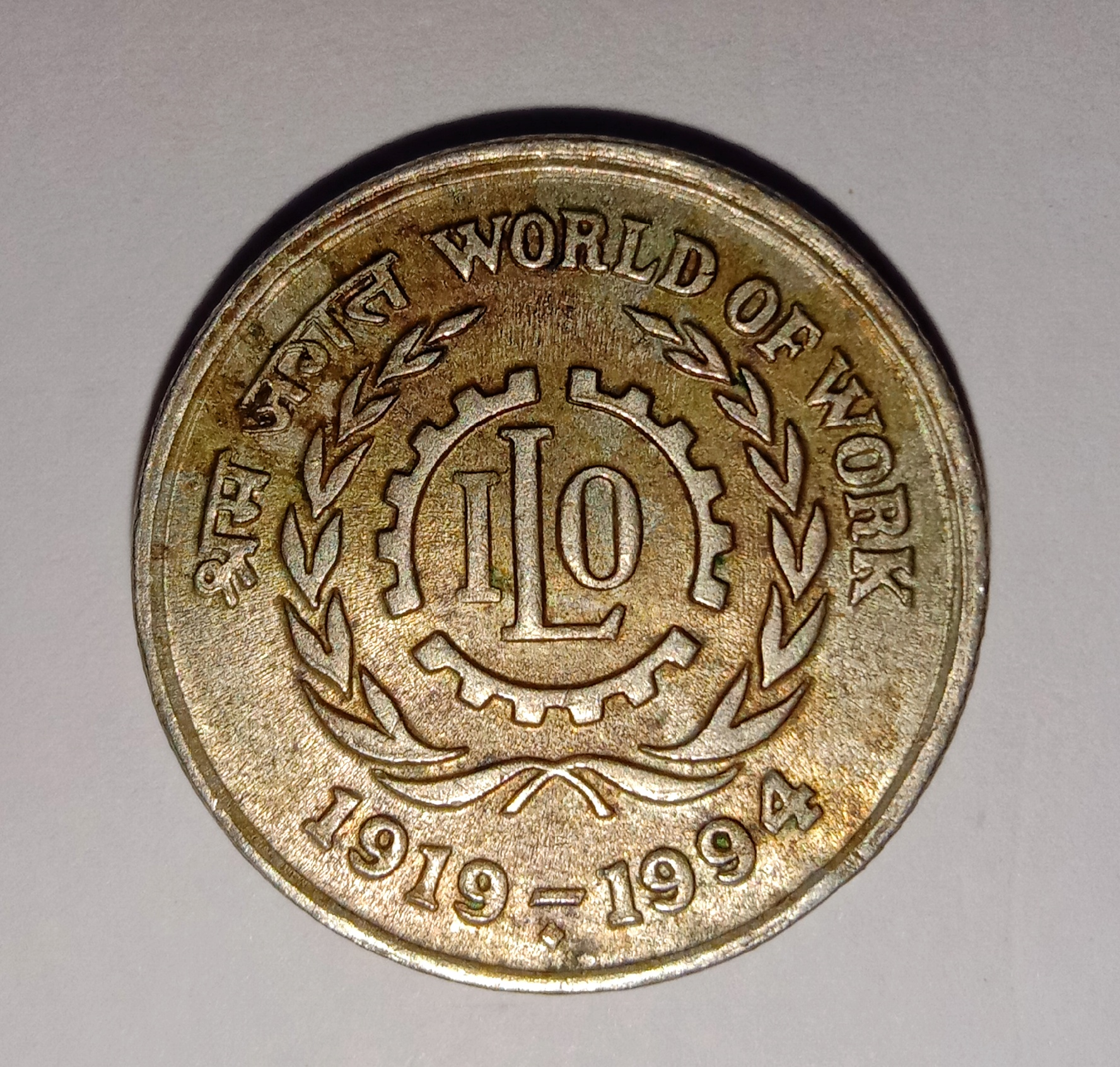
پنج روپیه هند

## تاریخچه

### چین
آلیاژهای کوپرونیکل معروف به مس سفید از حدود قرن سوم قبل از میلاد در چین شناخته‌شده بودند. بعضی از تفنگ‌های آن‌ها در زمان جنگ از آلیاژهای ساخته‌شده از مس و نیکل بودند.
این نظریه مبنی بر ریشه چینی این آلیاژ، در سال ۱۸۶۸ توسط فلایت پیشنهاد شد که وی به این موضوع دست یافت که سکه‌هایی که پیدا شده و گمان می‌رود که قدیمی‌ترین سکه‌های کوپرونیکل باشد بسیار به آلیاژی به اسم پاکتونگ چینی شباهت دارد.

## کاربردها

### مهندسی زیر دریایی
کوپرونیکل کاربردهای دریایی زیادی دارد؛ زیرا کوپرونیکل نسبت به خوردگی با نمک دریا بسیار مقاوم است.
آلیاژهایی که شامل ۹۰ ٪ مس-۱۰٪ نیکل تا ۷۰٪ مس-۳۰٪ نیکل هستند معمولاً در مبدل‌های حرارتی یا کندانسورها استفاده می‌شوند.
کاربردهای مهم کوپرونیکل در دریانوردی:
- ساختن و تعمیر کشتی: بدنه کشتی و قایق – خنک‌کننده با آب دریا – اطفای حریق – هیدرولیک[۷][۸]
- کارخانه‌های نمک‌زدایی: برای اعضایی که با آب شور در تماس هستند و لوله‌های بخار[۹]
- سکوهای نفتی و گازی
- تولید انرژی: توربین بخار – خنک‌کننده روغن – سیستم خنک‌کننده کمکی - حرارت دهنده با فشار بالا در نیروگاه‌های اتمی و سوخت‌های فسیلی[۱۰]

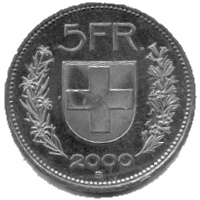
پنج فرانک سوئیس

### ضرب سکه
استفاده گسترده از کوپرونیکل در ضرب سکه به چندین دلیل اعم از مقاومت در برابر خوردگی، رسانایی الکتریکی، دوام و ماندگاری، چکش‌خواری، ریسک آلرژی پایین، راحت بودن فرایند استمپ و بازیافت پذیر بودن صورت می‌گیرد.

### سایر کاربردها
در اوایل قرن بیستم در جلیقه‌های ضدگلوله به‌طور معمول از این ماده استفاده می‌شد. البته بسیار سریع با فلزی به نام Gilding metal، برای کاهش رسوب کردن جایگزین شد.

## خواص
کوپرونیکل به دلیل الکترونگاتیوی بالای نیکل، رنگ مسی ندارد. این الکترونگاتیوی بالای نیکل باعث از دست رفتن یک الکترون در لایه‌ی d مس می‌شود. (در لایه‌ی d مس ۹ الکترون به جای ۱۰ الکترون می‌ماند)
از خواص مهم کوپرونیکل می‌توان به مقاومت در برابر خوردگی، مقاومت در برابر رسوب‌های دریایی، رسانایی گرمایی، شکل پذیری خوب و قدرت کششی خوب اشاره کرد.
| استحکام کششی نهایی MPa | استحکام تسلیم MPa | مدول الاستیک GPa | مقاومت الکتریکی μOhm·cm | TEC μm/(m·K) | رسانایی گرمایی W/(m·K) | چگالی g/cm3 | آلیاژ     |
| ---------------------- | ----------------- | ---------------- | ----------------------- | ------------ | ---------------------- | ----------- | --------- |
| 275                    | 105               | 135              | 19                      | 17           | 40                     | 8.9         | 90-10     |
| 360                    | 125               | 152              | 34                      | 16           | 29                     | 8.95        | 70-30     |
| 435                    | 170               | 156              | 50                      | 15.5         | 25                     | 8.86        | 66-30-2-2 |

این آلیاژ در خوردگی در آب دریا رتبه بسیار خوبی دارد البته تا وقتی که سرعت از سرعت حداکثری که تعریف شده بیشتر نشود. این سرعت به هندسه و قطر لوله بستگی دارد. کوپرونیکل به طور طبیعی یک لایه نازک محافظت کننده در هفته‌های اول مواجه با آب دریا تشکیل می‌دهد که همین موضوع باعث این مقاومت در برابر آب دریا می‌شود.
اگرچه آلیاژ مس-نیکل مقاومت خوبی در برابر خوردگی در آب دریا آلوده به سولفید و آمونیوم دارد؛ این مهم است که تا جای ممکن از قرارگیری در این شرایط جلوگیری شود مخصوصا هنگام راه‌ اندازی در مراحل اولیه که لایه محافظ هنوز تشکیل نشده‌است.

## ساخت
به دلیل شکل‌پذیری بالا، این آلیاژ در قالب‌ها و مدل‌های متنوعی ساخته می‌شود. لوله‌هایی که از کوپرونیکل ساخته می‌شوند به راحتی قابل تبدیل و استفاده در مبدل‌های حراراتی هستند.
جزئیات ساخت و تولید و این محصول اعم از برش و ماشین‌کاری، شکل‌دهی، عملیات حرارتی، آماده کردن برای جوشکاری و خواص مکانیکی جوش‌ها و لوله و خمش آن‌ها در دسترس است.

## استانداردها
استانداردهای ASTM ،EN و ISO برای سفارش فرم‌های فرفورژه و ریخته‌گری کوپرونیکل وجود دارند.
ترموکوپل‌ها و مقاومت‌هایی که مقاومت آن‌ها در مواجه با تغییرات دمایی پایدار است شامل آلیاژ کنستانتان هستند که خود این آلیاژ شامل ۵۵ درصد مس و ۴۵ درصد نیکل است.